# 侯莫陳穎
侯莫陳穎（?—?），表字遵道，代人，侯莫陳崇之子，西魏、北周、隋朝官员。
西魏大統末年，因为父亲的軍功受爵广平侯，累進開府儀同三司。北周武帝，随滕王宇文逌征讨龍泉、文城的胡族，与豆盧勣分道進軍。他孤军深入五百里，攻下三柵。胡人的村庄有敢欺压藏匿北周良民的，一律诛杀。豆盧勣要诛杀胡人。侯莫陳穎对豆盧勣说：「胡族并非全部反叛，多是受脅迫作乱。大軍临進，作乱首謀者害怕，受脅者想要降服。如果逐渐加以慰撫，自然不战可以平定。如果即行诛杀胡人，恐怕不肯降伏，更难平乱。召来渠帥，将藏匿人者交给他，让他自行归顺，以安胡族之心」。豆盧勣听从。胡族次第归顺北周，于是北方安定。侯莫陳穎转任司武，加振威中大夫。
580年，楊堅担任北周丞相，侯莫陳穎担任昌州刺史，没有赴任。581年、隋朝建立，加上開府，進爵昇平郡公。担任延州刺史。数年後，转任陳州刺史。隋朝征伐南朝陳，侯莫陳穎在秦王楊俊麾下担任行軍总管从魯山道進軍。陳朝将軍荀法尚、陳慧紀投降，侯莫陳穎和段文振渡長江安抚。担任饒州刺史，没有赴任，转任瀛州刺史，有善政。在職数年，因秦王楊俊有罪被连坐免官。百姓哭泣相送，为侯莫陳穎立碑彰德。不久，检校汾州事，后任邢州刺史。仁寿年間、吏部尚書牛弘巡察山東，侯莫陳穎政绩第一，被隋文帝楊堅赞賞。当时岭南地方的刺史、县令貪污之人很多，少数民族经常叛乱。隋朝于是派遣清廉的地方官收拾人心，于是召回侯莫陳穎。数日後，侯莫陳穎進位大将軍，被派遣担任桂州总管十七州諸軍事。到任後，侯莫陳穎大施恩惠、讲求信義，百姓、少数民族都高兴归附、溪洞的越族归顺的越来越多。
604年，隋煬帝即位，因其兄梁国公侯莫陳芮犯罪受到连坐，被流放边疆。朝廷怕侯莫陳穎心怀不安，于是把他召還長安。数年後，担任恒山郡太守。同年、岭南、福建越族多不服从隋朝，隋煬帝知道侯莫陳穎以前在桂州广布善政，安定南方，命他为南海郡太守。四年後，侯莫陳穎在官任上去世。谥号定。

## 家庭

### 兄弟姐妹
- 侯莫陈芮，隋朝上柱国、梁国公
- 侯莫陈晖，隋朝大将军、易州刺史、左武候大将军、长利宜公
- 刘氏，嫁隋朝使持节、上大将军、四州八镇诸军事、兰州刺史、海安郡开国公耿雄

### 子女
- ，第四子，唐朝尚书考功郎中[1]

## 延伸阅读
[在维基数据编辑]
 《隋書·卷55》，出自魏徵《隋书》
 《北史·卷060》，出自李延壽《北史》

1. ↑  《金石录·卷二十三》：右《隋侯莫陈颖墓志》。颖，《隋书》有传，以其事考之，多合。惟《传》言颖“谥曰定”，而《志》不载。案《志》云“公第四子尚书考功郎中乾会”，而《传》作“虔会”。“乾”、“虔”义理皆通。然予尝得《乾会碑》，乃云“名肃，字乾会。”《元和姓纂》所载亦同，疑其以字行尔。盖隋、唐间人多如此。